# Angraecopsis
Angraecopsis, biljni rod iz porodice kaćunovki smješten u podtribus Angraecinae, dio tribusa Vandeae. 
Postoji 20 vrsta epifitnih polugrmova koje su rasprostranjene po tropskoj Africi, Madagaskaru (nekoliko vrsta), Maskarenima i Komorima
Rod je opisan u Botanische Jahrbücher für Systematik, Pflanzengeschichte und Pflanzengeographie 28: 171. 1900

## Vrste
1. Angraecopsis cryptantha P.J.Cribb
2. Angraecopsis dolabriformis (Rolfe) Schltr.
3. Angraecopsis elliptica Summerh.
4. Angraecopsis gassneri G.Will.
5. Angraecopsis gracillima (Rolfe) Summerh.
6. Angraecopsis hallei Szlach. & Olszewski
7. Angraecopsis holochila Summerh.
8. Angraecopsis ischnopus (Schltr.) Schltr.
9. Angraecopsis lemurelloides P.J.Cribb & Hermans
10. Angraecopsis lisowskii Szlach. & Olszewski
11. Angraecopsis lovettii P.J.Cribb
12. Angraecopsis macrophylla Summerh.
13. Angraecopsis malawiensis P.J.Cribb
14. Angraecopsis parva (P.J.Cribb) P.J.Cribb
15. Angraecopsis parviflora (Thouars) Schltr.
16. Angraecopsis pobeguinii (Finet) H.Perrier
17. Angraecopsis tenerrima Kraenzl.
18. Angraecopsis thomensis Stévart & P.J.Cribb
19. Angraecopsis tridens (Lindl.) Schltr.
20. Angraecopsis trifurca (Rchb.f.) Schltr.

## Sinonimi
- Coenadenium (Summerh.) Szlach.; Ann. Bot. Fenn. 40: 70 (2003)
- Holmesia P.J.Cribb; Kew Bull. 32(1): 175 (1977)
- Microholmesia P.J.Cribb; D. J. Mabberley, Plant-book 371 (1987), nom. nov.